# Resolució 2239 del Consell de Seguretat de les Nacions Unides
La Resolució 2239 del Consell de Seguretat de les Nacions Unides fou adoptada per unanimitat el 17 de setembre de 2015. El Consell va ampliar el mandat de la Missió de les Nacions Unides a Libèria (UNMIL) durant un any fins al 30 de setembre de 2016. Alhora, i amb vista a la finalització de la missió, el nombre de tropes es va reduir en dos terços.

## Contingut
Libèria estava en camí cap a la pau i l'estabilitat. El desenvolupament dels serveis de seguretat i la policia nacional havien de ser prioritaris. El 30 de juny de 2016, el govern liberià assumirà la responsabilitat plena de l'aplicació de la llei i ordre de mans de la UNMIL. A més, continuaven sent punts d'atenció l'explotació de minerals, la tinença de la terra, la corrupció i la violència sexual.
El mandat de la UNMIL es va ampliar fins al 30 de setembre de 2016. El nombre de militars es va reduir de 3.590 a 1.240 efectius i el nombre de policies de 1.515 a 606 efectius. El 2016 es decidirà retirar la UNMIL i deixar una possible nova missió (política) per seguir ajudant Libèria.